# Luxilus
Luxilus is een geslacht van straalvinnige vissen uit de familie van karpers (Cyprinidae).

## Soorten
- Luxilus albeolus (Jordan, 1889)
- Luxilus cardinalis (Mayden, 1988)
- Luxilus cerasinus (Cope, 1868)
- Luxilus chrysocephalus Rafinesque, 1820
- Luxilus coccogenis (Cope, 1868)
- Luxilus cornutus (Mitchill, 1817)
- Luxilus pilsbryi (Fowler, 1904)
- Luxilus zonatus (Putnam, 1863)
- Luxilus zonistius Jordan, 1880